# Bis-GMA
Bisfenol A-glycidylmethakrylát, zkráceně bis-GMA, je organická sloučenina používaná jako materiál na zubní výplně. Z chemického hlediska jde o diester odvozený od kyseliny methakrylové a bisfenol A-diglycidyletheru. Protože obsahuje dvě polymerizovatelné skupiny, tak může vytvářet překřížené polymery; ty mají využití v zubním lékařství. Pro lékařská využití se velmi viskózní bis-GMA míchá s částečkami aluminosilikátů a drceným křemenem a/nebo dalšími podobnými akryláty; změnou poměru složek lze vytvořit produkty s různými fyzikálními vlastnostmi.
Poprvé byl bis-GMA použit v zubních výplních roku 1962. Do objevu vhodných matric kolem roku 2000 byly bis-GMA a jiné methakryláty používány pouze omezeně.

## Bezpečnost
Objevily se obavy, že bis-GMA může uvolňovat, jako nečistotu nebo produkt rozkladu, bisfenol A; ale nebyly zjištěny žádné dopady na zdraví.

## Složení
Esterázy přítomné ve slinách mohou bis-GMA pomalu rozkládat za vzniku bis-HPPP.